# Heinkel Kabine
El Heinkel Kabine es un automóvil micro-coupé autoportante originario de Alemania y producido entre los años 1956 y 1965, teniendo un gran parecido al Isetta. Fue comercializado en múltiples partes del mundo, haciéndose muy reconocido por su exótico formato.

## Historia
El constructor Ernst Heinkel, se dedicaba a la confección de motores para SAAB, y en 1952 comenzó la realización de scooters. El Heinkel fue presentado en Alemania en 1954, usando un motor de fabricación propia de 174 cc, un cilindro 4 tiempos que se usaba en los scooters. Después de la Segunda Guerra Mundial, el trabajo en aviones se volvió esporádico y al ver en una exposición de automóviles en Ginebra al Isetta e inspirado en éste, decidió construir vehículos similares al ya mencionado pequeño auto italiano.

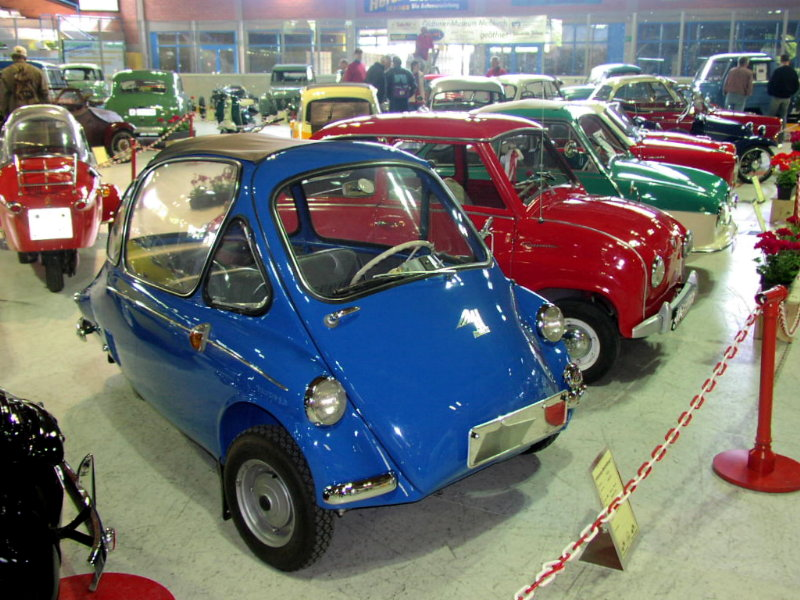
Kabine de 1957.

BMW había comenzado la fabricación del Isetta en 1953, y a mediados de la década ISO Spa vendió definitivamente la licencia de fabricación. En 1955 BMW notó que el Heinkel se parecía mucho a su producto y organizó una reunión entre Ernst Heinkel y el presidente de BMW: Kurt Donath. Durante el encuentro Heinkel declaró que su vehículo no se parecía en nada al Isetta y que la producción del mismo no sería plena hasta el año 1956.
Impulsado por un motor de 200 cc. de cuatro tiempos, Heinkel empezó la fabricación en serie tal como fue previsto en 1956, teniendo unos 100 kg menos de peso que el Isetta. Complementaba con un asiento delantero de dos plazas, con asientos ocasionales para los niños atrás. En Inglaterra se fabricaron de tres y de cuatro ruedas en el resto del mundo. 
El Heinkel se destacó por una gran puerta frontal, a la que se accedía al asiento del vehículo y a diferencia del Isetta el centro del volante es estático cuando la puerta se abre. Con capacidad máxima de dos personas, posee dos faros delanteros integrados sobre los guardabarros (o sea, la carrocería), limitando con unas amplias ventanas.

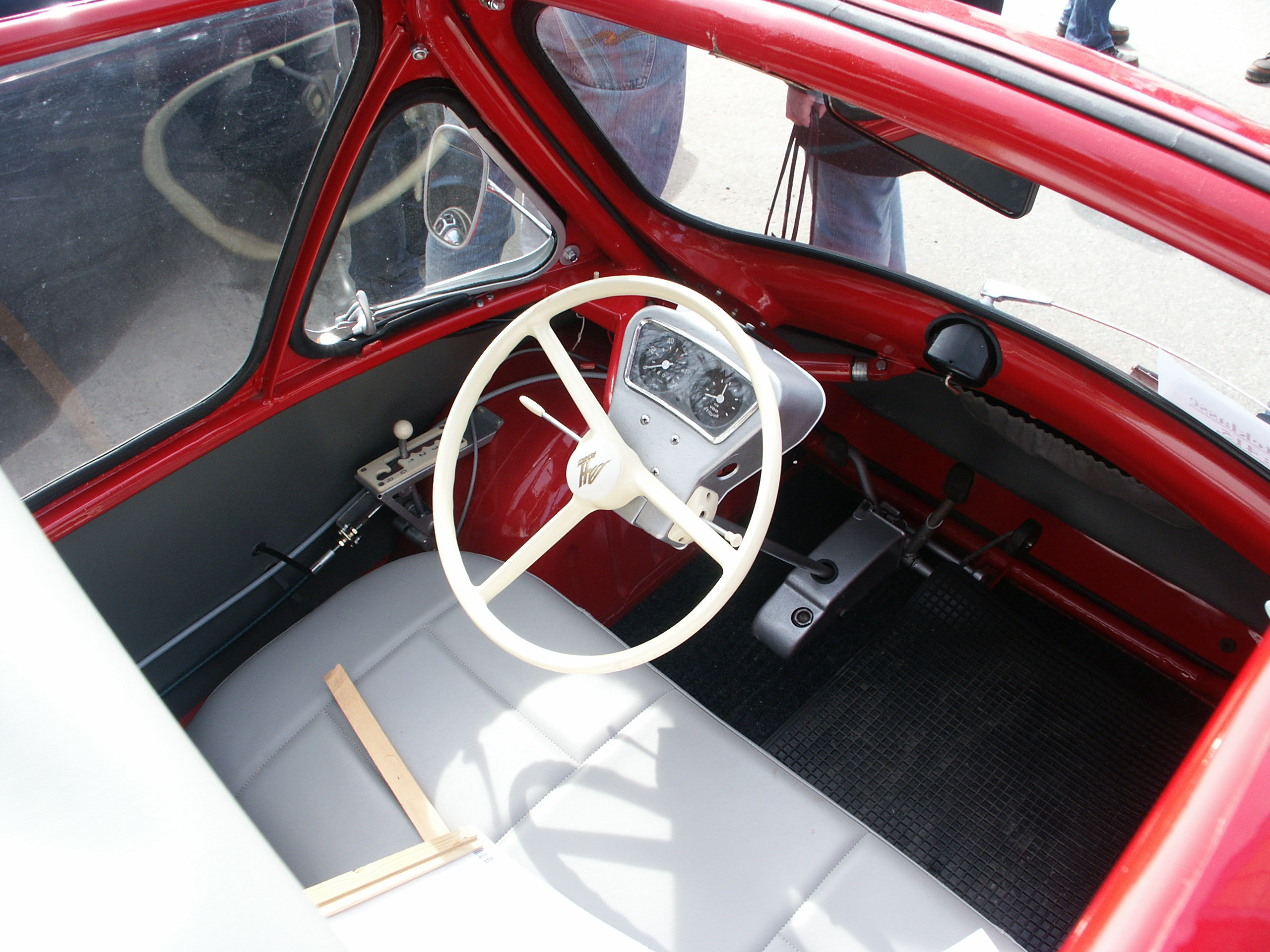
Interior del auto.

El último Heinkel de fabricación alemana fue producido en junio de 1958, cuando Ernst Heinkel murió. El gobierno de Irlanda comenzó tratos para poder fabricar el Heinkel y la producción finalmente se trasladó a Dundalk. En 1963 la planta se trasladó a Croydon, ubicada en Reino Unido, donde continuaron fabricando el auto, siendo uno de los últimos estilo burbuja, bajo un nuevo nombre: Trojan; y los motores todavía eran fabricados en Alemania. La construcción del decano vehículo continuó hasta 1965 cuando la competencia con el Austin Mini comienza a ganar el mercado. A pesar de que el Trojan se dejó de fabricar a mediados de los años 60 , continuaron con la compaginación de motores varios años más.

## En Argentina
Luego de un juicio entablado por BMW por la semejanza de los vehículos, Heinkel se vio obligado a trasladar su fábrica a otros lugares del mundo, entre ellos: Argentina.
En 1959 Heinkel experimentó la fabricación del microauto en Argentina, antes de vender los derechos a Irlanda. La empresa montada en Don Torcuato, Los Cedros S.A.C.I.F, fabricó casi tres mil unidades en Argentina. En 1960 entraron al mercado las versiones Pick-Up y también hubo convertibles y en 1963 se produjo una fusión con Isard Argentina, ubicada en General Pacheco, Buenos Aires.
Según la revista Parabrisas de 1961, el Heinkel estaba cotizado entre $105.000 y $120.000, y para ese momento llevaba concretadas más de 100.000 ventas.

## Características
Con motor de la propia planta, tiene una relación de compresión de 7,5:1 y 10 CV como potencia. Entre otros detalles, poseía un sistema de combustible carburador Pallas 22/158, con capacidad de 17 litros de nafta común. El generador eléctrico es el reconocido Dínamo 12 V y la tracción es trasera. A diferencia de la suspensión delantera (Du bonet), la trasera es de brazos oscilantes.

## Cifras
Según fuentes de información, se llegaron a realizar 27.140 unidades. (11.975 en Alemania, 6.486 en Irlanda, 2.962 en Argentina y 6.179 en Inglaterra).